# بانک عرب اسرائیل
بانک عرب اسرائیل (عبری: בנק ערבי ישראלי‎) شرکت خدمات مالی و بانکداری اسرائیلی است، که در سال ۱۹۶۱ تأسیس شد.